# Hospital Simón Bolívar
El Hospital Simón Bolívar es un hospital situado al norte de Bogotá, en la localidad de Usaquén.

## Historia
Nació en el marco del programa de desarrollo de la zona nororiental de Bogotá, cuando era presidente de Colombia, Julio Cesar Turbay Ayala, y alcalde Mayor de Bogotá, Hernando Durán Dussán. El programa contó con un equipamiento para la zona oriental y nororiental de la Capital. Se planteó edificar un hotel para la Policía Nacional, pero se decidió construir más bien el hospital, que se llamó Distrital del Norte. Se edificó entre 1972 y 1982. En 1973 se detuvo por inundaciones con la arena de las canteras vecinas.
Abrió el 24 de julio de 1982, el del natalicio de Simón Bolívar, de quien lleva el nombre. Inició con la consulta externa y urgencias de la Unidad Regional Simón Bolívar. En diciembre de 1982 inician la hospitalización de enfermos graves, dando comienzo al proceso de ofrecer atención médica en estrecha colaboración con otros centros y hospitales especialmente con la Escuela Colombiana de Medicina, la Fundación Médica de los Andes y los institutos adscritos al Servicio de Salud de Santa fe de Bogotá. En julio de 1983 se abrió el servicio de hospitalización, con diez camas. 
En 1987 se convirtió en Hospital de II Nivel de atención, y en 1991 cuando adquiere la categoría de III Nivel por su máxima tecnología atendiendo patologías de alta complejidad. Fue transformado en Empresa Social del Estado mediante Acuerdo 17 del 19 de diciembre de 1997 del Concejo de la ciudad. Actualmente ofrece servicios de alta complejidad en una amplia gama de especialidades. Está catalogado como centro de referencia para las instituciones de I y II nivel de atención que conforman la Red Norte del Distrito Capital de Bogotá, sin embargo recibe pacientes remitidos de las demás redes y subredes distritales.